# آيت بحمو (آيت حدو يوسف)
آيت بحمو هو دُوَّار يقع بجماعة آيت حدو يوسف، إقليم شيشاوة، جهة مراكش آسفي في المملكة المغربية. ينتمي الدوّار لمشيخة آيت حدو يوسف التي تضم 15 دوار. يقدر عدد سكانه بـ 584 نسمة حسب الإحصاء الرسمي للسكان والسكنى لسنة 2004.

## وصلات خارجية
- البوابة الوطنية للجماعات الترابية
- المندوبية السامية للتخطيط